# Jalmenus leucochroa
Jalmenus leucochroa är en fjärilsart som beskrevs av Waterhouse 1903. Jalmenus leucochroa ingår i släktet Jalmenus och familjen juvelvingar. Inga underarter finns listade i Catalogue of Life.